# Bruce Pontow
Bruce Pontow (* 1952 in Chicago) ist ein US-amerikanischer Badmintonspieler. 

## Karriere
Bruce Pontow gewann 1976 seinen ersten Titel bei den US-Meisterschaften. Weitere Titelgewinne folgten 1877, 1978, 1982, 1984 und 1986. 1977 gewann er bei der Panamerikameisterschaft die Mixedkonkurrenz mit Pam Bristol Brady. 1995 wurde er in die US Badminton Hall of Fame aufgenommen.

## Sportliche Erfolge
| Saison | Veranstaltung              | Disziplin    | Platz | Name                             |
| ------ | -------------------------- | ------------ | ----- | -------------------------------- |
| 1976   | USA: Einzelmeisterschaften | Herrendoppel | 1     | Don Paup / Bruce Pontow          |
| 1977   | Panamerikameisterschaft    | Mixed        | 1     | Bruce Pontow / Pam Bristol Brady |
| 1977   | USA: Einzelmeisterschaften | Mixed        | 1     | Bruce Pontow / Pam Brady         |
| 1978   | USA: Einzelmeisterschaften | Mixed        | 1     | Bruce Pontow / Pam Brady         |
| 1982   | USA: Einzelmeisterschaften | Herrendoppel | 1     | Don Paup / Bruce Pontow          |
| 1984   | USA: Einzelmeisterschaften | Herrendoppel | 1     | Mathew Fogarty / Bruce Pontow    |
| 1986   | USA: Einzelmeisterschaften | Herrendoppel | 1     | Mathew Fogarty / Bruce Pontow    |